# Edgard Colle
Pour les articles homonymes, voir Edgar et Colle (homonymie).
Edgard Colle (parfois Edgar Colle), né à Gand le 18 mai 1897 et mort le 20 avril 1932, est un joueur d'échecs belge, sextuple champion de Belgique.

## Palmarès
Durant la dizaine d'années de sa brève carrière, il remporte un certain nombre de tournois nationaux et internationaux :
- six fois champion de Belgique  entre 1922 et 1929 ;
- en 1926, le tournoi d'Amsterdam devant Xavier Tartakover et le futur champion du monde Max Euwe,
- en 1926, le tournoi de Merano, devant Spielmann, Kostić, Grünfeld ;
- trois fois le tournoi de Scarborough,
  - en 1926 : vainqueur du groupe B et battu par Alekhine (vainqueur du groupe A) lors de la finale ;
  - en 1927, seul vainqueur devant Thomas, Bogoljubov et Yates ;
  - deuxième en 1928 (victoire de William Winter) ;
  - en 1930, devant Maroczy, Rubinstein, Ahues, Sultan Khan, Grünfeld, Thomas, Yates, Menchik et Winter ;
- au tournoi de Hastings en 1928-1929, il partage la première place avec Marshall et Takacs après avoir fini deuxième en 1926-1927.

## Système Colle
À partir du milieu des années 1920, il met au point une ouverture, le système Colle, qui le rendra redoutable avec les Blancs.
Souffrant d'ulcère gastrique, il subit quatre interventions chirurgicales et mourut prématurément en 1932.

## Une partie
Edgard Colle - Jules Joseph Ghislain Delvaux, Gand, 1929
1. d4 Cf6 2. Cf3 e6 3. e3 d5 4. Fd3 c5! 5. c3 Cc6 6. Cbd2 Fe7 7. 0-0 c4?,, 8. Fc2 b5 9. e4!, dxe4 10. Cxe4 0-0 11. De2 menaçant 12. Cxf6+ suivi de 13. De4 avec une attaque double sur c6 et h7 11...Fb7 12. Cfg5! h6?! (12....g6) 13. Cxf6+ Fxf6 14. De4 g6 15. Cxe6! fxe6 16. Dxg6+ Fg7 17. Dh7+ Rf7 18. Fg6+ Rf6 19. Fh5! Ce7 20. Fxh6 Tg8 21. h4 Fxh6 22. Df7# 1-0